# Othmar Wessely
Pour les articles homonymes, voir Wessely (homonymie).
Othmar Wessely est un musicologue autrichien né le 31 octobre 1922 à Linz et mort le 20 avril 1998 à Vienne (Autriche).

## Biographie
Othmar Wessely a étudié la musicologie à l'Université de Vienne avec Erich Schenk. De 1963 à 1971, il est professeur à l'Université de Graz. De 1972 à 1992, il poursuit les travaux de son maître Erich Schenk à l'Université de Vienne.
En 1974, il est responsable de la publication Denkmäler der Tonkunst en Autriche. De 1982 à 1998, il travaille à la commission musicale de l'Académie autrichienne des sciences et comme musicologue à l'Institut Anton Bruckner de Linz. 
Wessely a été marié à partir de 1951 avec la musicologue Helene Wessely-Kropik (1924-2011).

## Publications
- Musique en Autriche, Linz, 1951.
- Les instruments de musique du musée autrichien, Linz, 1952.
- Johannes Brassicanus, Linz, 1948-1954.
- Arnold von Bruck, thèse de doctorat, Vienne, 1958-1961.
- Musique, Darmstadt, 1972.
- Études brucknériennes, Vienne, 1975.
- Le catalogue de la bibliothèque de l'Institut de musicologie de l'Université de Vienne, Vienne, 1998.